# Кравчук, Юрий Вячеславович
Ю́рий Вячесла́вович Кравчу́к (укр. Юрій В'ячеславович Кравчук; род. 6 апреля 1994, Одесса) — украинский футболист, защитник сумской «Виктории».

## Биография
Воспитанник одесского «Черноморца». Взрослую футбольную карьеру начал в «Черноморце-2», в футболке которого дебютировал 23 июля 2011 в проигранном (1:2) выездном поединке 1-го тура группы А Второй лиги против «Едности». Юрий вышел на поле в стартовом составе, на 49-й минуте получил желтую карточку, а на 52-й минуте его заменил Андрей Додик. В первой части сезона 2011/12 сыграл 12 матчей во Второй лиге. В 2012 году перебрался в любительское в то время одесское СКА. В первой части сезона 2012/13 годов сыграл 12 матчей во Второй лиге.
В 2015 году перешел в одесскую «Жемчужину», в составе которой выступал в любительском чемпионате Украины.
В конце февраля 2017 года перебрался в «Горняк-Спорт». 8 мая 2018 во время поединка против петровского «Ингульца» сломал лицевую кость лица. Дебютный гол на профессиональном уровне отличился 28 апреля 2018 года на 89-й минуте победного (3:2) домашнего поединка 30-го тура Первой лиги против «Оболонь-Бровара». Юрий вышел на поле в стартовом составе и отыграл весь матч. В «Горняке-Спорте» отыграл неполные три сезона, за это время в Первой лиге сыграл 88 матчей (3 гола), еще 5 матчей (1 гол) провел в кубке Украины.
В начале февраля 2020 года отправился в годовалую аренду во «Львов». Дебютировал в футболке «горожан» 13 июня 2020 в проигранном (0:2) выездном поединке 26-го тура Премьер-лиги против донецкого «Олимпика». Юрий вышел на поле на 84-й минуте, заменив Сергея Борзенко. За команду сыграл 15 матчей.
В начале марта 2021 подписал контракт с ФК «Металл», который в июне того же года был переименован в «Металлист».